# Hito Steyerl

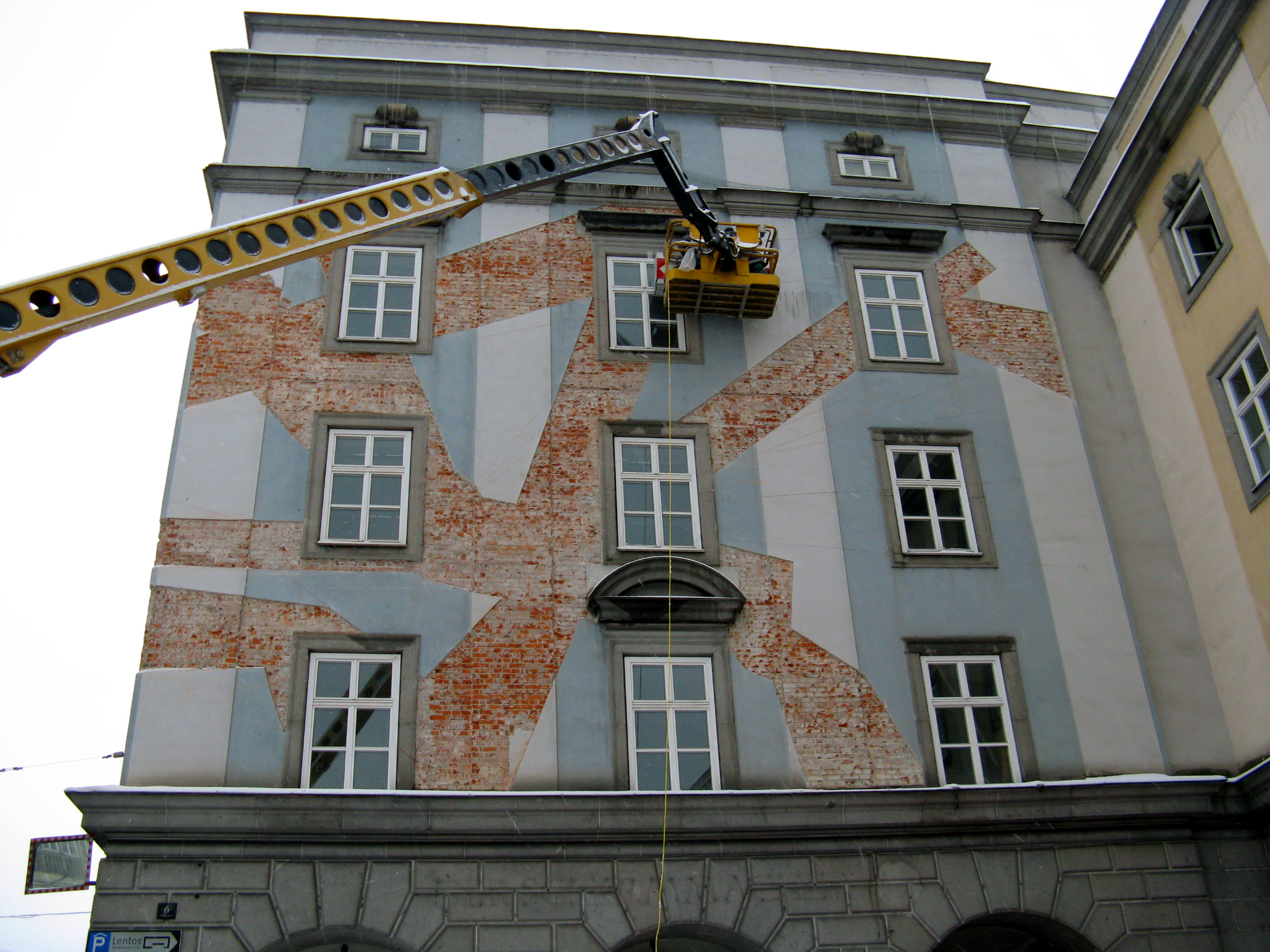
Unter uns, installation i Linz 2009

Hito Steyerl, född 1966 i München i Tyskland, är en tysk konst- och dokumentärfilmare.
Hito Steyerl utbildade sig till filmare och dokumentärfilmregissör 1987–1990 på Japans filmakademi i Tokyo för Imamura Shohei och Hara Kazuo. Senare studerade hon 1992–1998 dokumentärfilmregi vid Hochschule für Fernsehen und Film München i München. Hon disputerade 2003 på Akademie der bildenden Künste Wien. Hon är sedan 2010 professor i mediekonst på Universität der Künste i Berlin.
Hon deltog 2004 i Manifesta 5. År 2007 visades hennes film Lovely Andrea på documenta 12 i Kassel i Tyskland. År 2013 och 2015 visades verk av henne på Venedigbiennalen.
År 2019 utnämndes hon till hedersdoktor vid Göteborgs universitet  samt fick Käthe Kollwitzpriset.